# (19019) Sunflower
(19019) Sunflower (2000 SB) – planetoida z pasa głównego asteroid okrążająca Słońce w ciągu 4,07 lat w średniej odległości 2,55 j.a. Odkryta 17 września 2000 roku.